# Giải bóng đá trẻ Bắc, Trung Mỹ và Caribe 1962
Giải bóng đá trẻ CONCACAF năm 1962 là giải đấu bóng đá đầu tiên dành cho các đội tuyển trẻ quốc gia ở khu vực CONCACAF (Bắc, Trung Mỹ và Caribbean). Giải đấu này là tiền thân của Giải vô địch U-20 CONCACAF hiện tại. Giải đấu diễn ra tại thành phố Panama, Panama và đội vô địch là Mexico.

## Các đội tham dự
Các đội sau đã tham gia giải đấu:
| Khu vực          | Đội tuyển                                                                      |
| ---------------- | ------------------------------------------------------------------------------ |
| Caribbe (CFU)    | Haiti · Antille thuộc Hà Lan                                                   |
| Trung Mỹ (UNCAF) | Costa Rica · El Salvador · Guatemala · Honduras · Nicaragua · Panama (Chủ nhà) |
| Bắc Mỹ (NAFU)    | México                                                                         |

## Vòng một

### Bảng A
| Đội                  | ST | T | H | B | BT | BB | HS | Đ |
| -------------------- | -- | - | - | - | -- | -- | -- | - |
| Antille thuộc Hà Lan | 3  | 1 | 2 | 0 | 4  | 3  | +1 | 4 |
| Guatemala            | 3  | 1 | 1 | 1 | 4  | 4  | 0  | 3 |
| Panama               | 3  | 1 | 1 | 1 | 3  | 3  | 0  | 3 |
| El Salvador          | 3  | 0 | 2 | 1 | 2  | 3  | −1 | 1 |

| Panama | 1 – 2 | Guatemala |
| ------ | ----- | --------- |
|        |       |           |

| Antille thuộc Hà Lan | 1 – 1 | El Salvador |
| -------------------- | ----- | ----------- |
|                      |       |             |

| Antille thuộc Hà Lan | 2 – 1 | Guatemala |
| -------------------- | ----- | --------- |
|                      |       |           |

| Panama | 1 – 0 | El Salvador |
| ------ | ----- | ----------- |
|        |       |             |

| Guatemala | 1 – 1 | El Salvador |
| --------- | ----- | ----------- |
|           |       |             |

| Panama | 1 – 1 | Antille thuộc Hà Lan |
| ------ | ----- | -------------------- |
|        |       |                      |

### Bảng B
| Đội        | ST | T | H | B | BT | BB | HS  | Đ |
| ---------- | -- | - | - | - | -- | -- | --- | - |
| México     | 4  | 3 | 1 | 0 | 15 | 2  | +13 | 7 |
| Costa Rica | 4  | 2 | 1 | 1 | 15 | 5  | +10 | 5 |
| Honduras   | 3  | 1 | 1 | 1 | 3  | 4  | −1  | 3 |
| Nicaragua  | 4  | 0 | 2 | 2 | 2  | 12 | −10 | 2 |
| Haiti      | 3  | 0 | 1 | 2 | 2  | 14 | −12 | 1 |

| Costa Rica | 5 – 1 | Nicaragua |
| ---------- | ----- | --------- |
|            |       |           |

| México | 5 – 0 | Haiti |
| ------ | ----- | ----- |
|        |       |       |

| Haiti | 1 – 1 | Nicaragua |
| ----- | ----- | --------- |
|       |       |           |

| Honduras | 2 – 1 | Costa Rica |
| -------- | ----- | ---------- |
|          |       |            |

| Honduras | 0 – 0 | Nicaragua |
| -------- | ----- | --------- |
|          |       |           |

| México | 3 – 1 | Honduras |
| ------ | ----- | -------- |
|        |       |          |

| Costa Rica | 8 – 1 | Haiti |
| ---------- | ----- | ----- |
|            |       |       |

| México | 6 – 0 | Nicaragua |
| ------ | ----- | --------- |
|        |       |           |

| México | 1 – 1 | Costa Rica |
| ------ | ----- | ---------- |
|        |       |            |

## Vòng chung kết
| Đội                  | ST | T | H | B | BT | BB | HS | Đ |
| -------------------- | -- | - | - | - | -- | -- | -- | - |
| México               | 3  | 1 | 2 | 0 | 4  | 3  | +1 | 4 |
| Guatemala            | 3  | 1 | 1 | 1 | 4  | 3  | +1 | 3 |
| Antille thuộc Hà Lan | 3  | 1 | 1 | 1 | 3  | 4  | −1 | 3 |
| Costa Rica           | 3  | 1 | 0 | 2 | 4  | 5  | −1 | 2 |

| Guatemala | 1 – 1 | México |
| --------- | ----- | ------ |
|           |       |        |

| Antille thuộc Hà Lan | 2 – 1 | Costa Rica |
| -------------------- | ----- | ---------- |
|                      |       |            |

| Costa Rica | 2 – 1 | Guatemala |
| ---------- | ----- | --------- |
|            |       |           |

| Antille thuộc Hà Lan | 1 – 1 | México |
| -------------------- | ----- | ------ |
|                      |       |        |

| Guatemala | 2 – 0 | Antille thuộc Hà Lan |
| --------- | ----- | -------------------- |
|           |       |                      |

| México | 2 – 1 | Costa Rica |
| ------ | ----- | ---------- |
|        |       |            |

## Vô địch
| Giải bóng đá trẻ CONCACAF năm 1962 |
| ---------------------------------- |
| · México · Lần đầu tiên            |